# Nataša Pirc Musar
Nataša Pirc Musar (Liubliana, 9 de mayo de 1968) es una abogada, escritora, periodista y política eslovena, actual presidenta de la República de Eslovenia desde diciembre de 2022. Es la primera mujer en ocupar el cargo.

## Temprana edad y educación
Pirc Musar estudió derecho en la Facultad de Derecho de la Universidad de Liubliana en 1992 y Marko Ilešič fue su supervisor. En 1997, aprobó el examen de abogacía y luego consiguió un trabajo en Television Slovenia, donde trabajó durante seis años como periodista y presentadora del programa central de noticias. Luego, durante cinco años, fue la presentadora del programa central de noticias 24UR en la televisión comercial POP TV.
Nataša Pirc completó un entrenamiento adicional en CNN en Atlanta. Luego continuó sus estudios durante dos semestres en la Universidad de Salford en Mánchester, durante los cuales realizó prácticas en la BBC, Granada TV, Sky News, Reuters TV y Border TV. Obtuvo un doctorado en la Facultad de Derecho de la Universidad de Viena con una disertación sobre un equilibrio justo entre los derechos de privacidad y la libertad de información. En 2001, se convirtió en directora del departamento de comunicación corporativa de Aktiva Group, donde trabajaba su esposo Aleš Musar.

## Carrera jurídica y empresarial

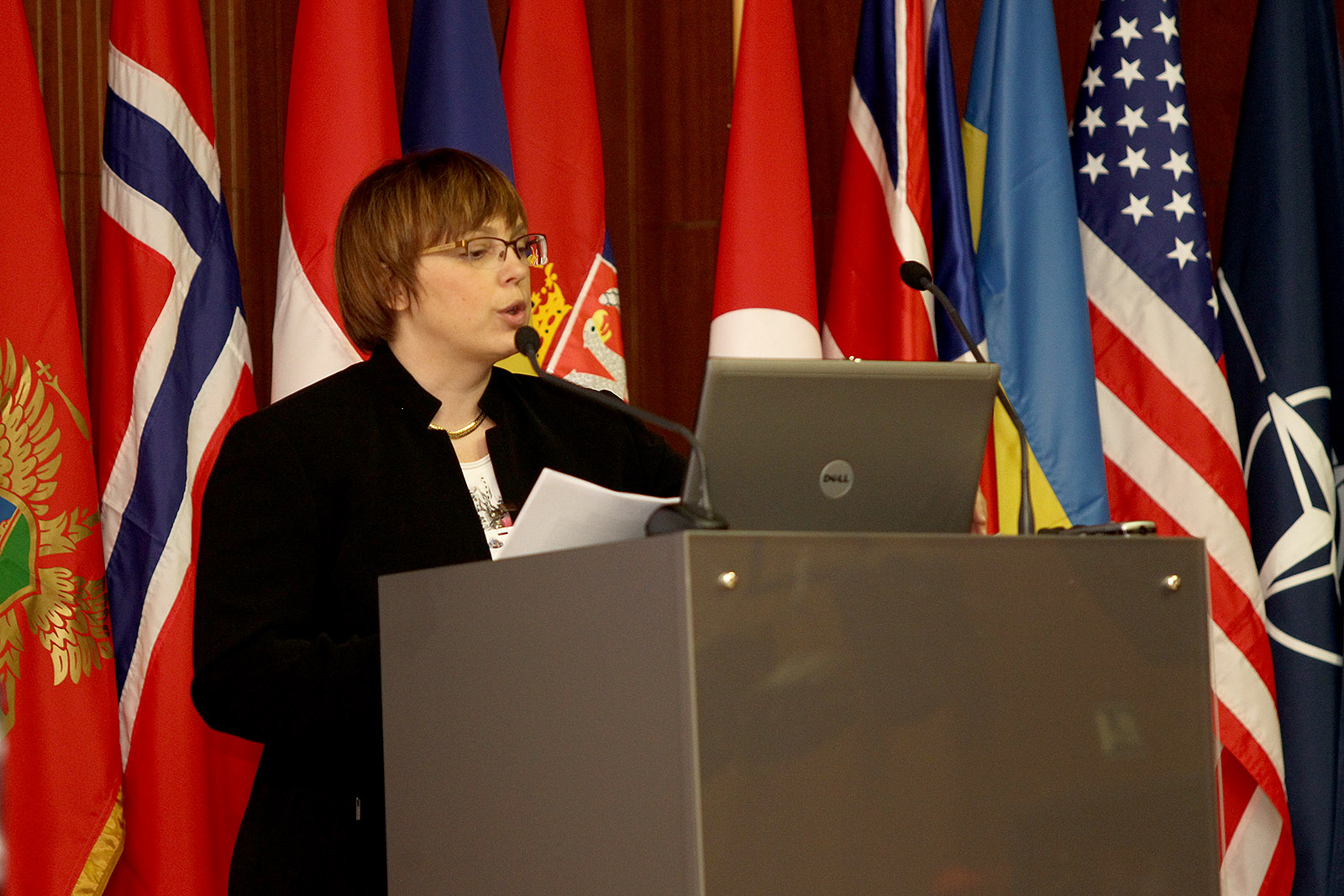
Nataša Pirc Musar en una conferencia

En abril de 2003, se incorporó al Tribunal Supremo de Eslovenia como directora del Centro de Educación e Información. Desde marzo de 2011 fue vicepresidenta de la Autoridad Común de Control de Europol, y desde 2012 hasta el final de su mandato como comisaria de información, fue presidenta de este organismo de la Unión Europea.
Pirc Musar también fue comisionada de acceso a la información pública entre 2004 y 2014. Tras finalizar su mandato como comisaria de información, fundó su propio bufete de abogados. Rosana Lemut Strle, se convirtió en socia del bufete de abogados en 2016, que desde entonces se llama Pirc Musar & Lemut Strle Law Firm. Entre otros, durante la presidencia de Donald Trump, representó a la esposa de Trump, Melania Trump, y a su padre, Viktor Knavs. En casos muy publicitados, representó a Socialdemócratas, al embajador esloveno en los Estados Unidos Stanislav Vidovič, y otros.
Entre 2010 y 2021, Nataša Pirc Musar fue votada varias veces entre los diez abogados más influyentes del país. Cofundó la asociación OnaVe para conectar a mujeres expertas y promover el conocimiento. En 2015-2016, fue presidenta de la Cruz Roja Eslovena.
Pirc Musar es autor o coautor de al menos seis libros sobre libertad de información y privacidad en esloveno, inglés y croata.
Es conocida por sus fallos y libros sobre libertad de información, opinión legal y casos legales de alto perfil, en los que representó a la esposa de Donald Trump, Melania Trump, el partido político Socialdemócratas y otros clientes notables.

## Candidatura presidencial
El 23 de junio de 2022, en la Dacha Rusa, una propiedad de ella y su esposo, anunció su candidatura a la presidencia de Eslovenia en las próximas elecciones presidenciales eslovenas de 2022, previstas para el 23 de octubre de 2022, como candidata independiente. Su candidatura fue apoyada por los expresidentes de Eslovenia Milan Kučan y Danilo Türk.
Su candidatura desató muchas especulaciones mediáticas sobre su relación con Marta Kos, quien poco después también anunció su candidatura al cargo de presidente del país. Nataša y Marta afirmaron ser amigas, pero según los informes de los medios, dejaron de comunicarse entre ellas. A principios de julio, Milan Kučan expresó la opinión de que la victoria de Marta Kos significaría una concentración excesiva de poder por parte de un partido, el Movimiento Libertad, que en ese momento ocupaba los cargos de Primer Ministro y Presidente de la Asamblea Nacional. Nataša Pirc Musar agregó a esto que la concentración de poder del Movimiento Libertad sería "algo orbaniana".
El 23 de julio de 2022, se publicó una entrevista en el portal Siol, en la que Nataša Pirc Musar criticó a algunos medios de comunicación, posteriormente, los dirigentes de los medios mencionados anunciaron demandas por difamación.
A partir de agosto de 2022, Pirc Musar y Anže Logar lideraron las encuestas, pasaron a una segunda vuelta programada el 13 de noviembre donde Pirc Musar derrotó a Logar y se convirtió en presidenta electa.

## Vida privada
Está casada con el empresario Aleš Musar. Ellos tienen un hijo. Son propietarios de una propiedad llamada Dacha Rusa, y también poseen una limusina Rolls Royce Phantom VI, fabricada en 1971 para la princesa Alexandra, prima de la reina británica Isabel II.